# Walter Erdmann (Politiker)
Felix Walter Erdmann (* 24. Januar 1898 in Streumen; † 13. März 1949 im Speziallager Buchenwald) war ein deutscher Politiker (NSDAP) und NS-Agrarfunktionär.

## Leben
Walter war der Sohn von Gustav Hermann und dessen Ehefrau Anna Emilie. 
Nach dem Einjährigen-Freiwilligenzeugnis war Erdmann zwei Jahre in einer Lehrstelle auf der Domäne Tannenrode, Provinz Posen. Während des Ersten Weltkriegs wurde er im Herbst 1916 einberufen und stand im Feld. Nach Kriegsende schied Erdmann als Leutnant der Reserve, ausgezeichnet mit dem Eisernen Kreuz II. Klasse sowie dem Ritterkreuz II. Klasse des Albrechts-Ordens, aus dem Militärdienst und arbeitete ab Januar 1919 auf dem elterlichen Hof mit, den er 1923 übernahm.
Von 1922 bis 1923 (Auflösung) war er Mitglied des Bundes Oberland, einem Teil der Schwarzen Reichswehr. Nach seinem Eintritt in die NSDAP zum 15. Mai 1925 (Mitgliedsnummer 4.813) wurde er NSDAP-Ortsgruppenleiter. Im „agrarpolitischen Apparat“ („aA“) fungierte er als Hauptstellenleiter (Gauleitung), Kreisfachberater, landwirtschaftlicher Abschnittsfachberater sowie Gemeindeverordneter.
1933 wurde er Mitglied des Sächsischen Landtags, dem er bis zu dessen Auflösung im gleichen Jahr angehörte. Am 13. August 1934 trat er der SS bei (SS-Nummer 227.545). Innerhalb des Reichsnährstandes war Erdmann Landesobmann der Landesbauernschaft Sachsen und somit Stellvertreter von Landesbauernführer Hellmut Körner. Zudem war er Vorsitzender der Landwirtschaftlichen Genossenschaft Streumen, Stellvertretender Vorsitzender des Verwaltungsrates des Landwirtschaftlichen Kreditvereins Sachsen, Vorstandsmitglied der Landesgenossenschaftlichen Kasse Sachsen und Mitglied des engeren Ausschusses der Brandversicherungsanstalt Sachsen.
In seiner Funktion als Gauabteilungsleiter kandidierte er auf dem Wahlvorschlag der NSDAP auf dem Listenplatz Nr. 218 bei der Reichstagswahl am 29. März 1936. Erdmann wurde jedoch nicht in den nationalsozialistischen Reichstag gewählt.
Bedingt durch die Abberufung Körners nach Berlin und in die besetzten Gebiete war Erdmann ab dem 1. April 1937 mit der Führung der Geschäfte des Landesbauernführers beauftragt und blieb dies bis Kriegsende.
Erdmann wurde am 29. Juli 1945 von der Operativen Gruppe des NKWD Dresden verhaftet. Am 21. September 1946 folgte seine Überführung vom Speziallager Bautzen ins Speziallager Jamlitz und von dort am 5. April 1947 ins Speziallager Buchenwald, wo er am 13. März 1949 an den Folgen einer Lungentuberkulose starb.